# Erland Samuel Bring
Erland Samuel Bring (19 août 1736 – 20 mai 1798) est un mathématicien suédois.
Bring a étudié le droit de 1750 à 1757 à l'Université de Lund. Ensuite il a entrepris des études d'histoire, tout en s'intéressant aux mathématiques. En 1790 il est devenu Recteur de l'Université.
Son ouvrage le plus fameux Meletemata quaedam mathematica circa transformationem aequationum algebraicarum (1786) a été publié à Lund. Ce travail contient la contribution de Bring à la solution algébrique des équations du 5e degré.
Il a découvert une manière de transformer une équation de la forme :
{\displaystyle x^{5}+c_{2}x^{2}+c_{1}x+c_{0}=0\,(1)} (forme principale de l'équation du cinquième degré)
en une équation de la forme :
{\displaystyle z^{5}+d_{1}z+d_{0}=0\,} (forme de Bring-Jerrard de l'équation du cinquième degré)
par l'intermédiaire d'une transformation (méthode de Tschirnhaus) :
{\displaystyle z=x^{4}+\alpha x^{3}+\beta x^{2}+\gamma x+\delta \,(2)}.
Il faut éliminer {\displaystyle x} entre (1) et (2). Les paramètres α, β, γ et δ sont obtenus en résolvant des équations quadratiques et des équations cubiques.
George Jerrard a généralisé le travail de Bring, en prouvant de manière indépendante que toute équation de degré n peut être réduite, au moyen de transformations qui dépendent seulement de la résolution d'équations du second et du troisième degrés, en équations dans lesquelles les termes de degré n-1, n-2 et n-3 ont des coefficients nuls.
La forme normale de Bring-Jerrard est utilisée pour déterminer si une équation quintique est résoluble par radicaux ; voir radical de Bring.